# 浅香庄次郎
浅香 庄次郎（あさか しょうじろう）は、安土桃山時代の武将。名古屋山三郎、不破万作と並び戦国三大美少年。

## 生涯
はじめ織田信雄に仕え、水野少次郎と名乗って小姓として勤め、後に武勇が優れたゆえ、一躍名を馳せることとなる。
天正18年（1590年）、信雄の流罪に伴い、木村吉清の家臣となる。その頃、美貌のために天下に名高く響き、名古屋山三郎・不破万作と並び国色無双と称されるほどにまでなる。
文禄元年（1592年）、主君・吉清が葛西大崎一揆の発生の責任を問われて改易されたので浪人となったが、まもなく蒲生氏郷に取り立てられてその客将となった。
翌年、九戸政実の乱で従軍し、左の一番の将として出陣。一番槍の名古屋山三郎と共に手柄を立て、三春城に加増配置換えとなった田丸直昌の代わりに須賀川城1万石を与えられる。
蒲生家が蒲生騒動により宇都宮に減転封された際に致仕した後、石田三成の家臣として仕えた。
慶長5年（1600年）、三成が関ヶ原の戦いで敗れると、津田清幽・重氏父子らと共に佐和山城から脱出して生き延びた。同年に前田利常に招かれ、浅香庄次郎と名乗り、加賀藩に2千石で仕えた。
同じ美少年として広く知られる名古屋山三郎とは、蒲生家中時代の同僚でもあり大変仲が良かったといわれ、前田家に仕えたのち、同じく前田家に仕えた弟の名古屋山三郎隼人（山三郎は既に死亡）と出会うこととなり、「何と縁の深き事かな」と嘆いて涙を流したという逸話が残る。